# Sawley (Lancashire)
Sawley is een civil parish in het bestuurlijke gebied Ribble Valley, in het Engelse graafschap Lancashire met 345 inwoners.